# Sistemes de transcripció del xinés
Al llarg de la història hi ha hagut molts sistemes de transcripció de la llengua xinesa, usats per a representar la pronúncia dels caràcters xinesos. La necessitat d'aquests sistemes és doble: d'una banda, l'escriptura xinesa no és pròpiament fonètica, per això fins i tot en l'àmbit lingüístic xinés cal una manera d'expressar com es pronuncien els caràcters emprats en la llengua escrita. D'altra banda, fora de l'àmbit lingüístic xinés sorgeix la necessitat d'escriure noms i termes propis d'aquesta llengua en altres sistemes d'escriptura, com ara l'alfabet llatí, i això ha fet aparéixer distints mètodes per traslladar els sons del xinés a diferents alfabets.

## Introducció
A hores d'ara, el sistema de transcripció fonètica més habitual de la llengua xinesa és el pinyin, basat en una representació en alfabet llatí dels sons del mandarí estàndard modern, la norma culta actual. Aquest sistema respon a les dues necessitats de transcripció ja citades. D'una banda, per ser el sistema d'ús oficial a la República Popular de la Xina, s'usa per a representar la pronúncia dels caràcters en les obres de referència i diccionaris en xinés publicats a la República Popular. De l'altra, en basar-se en l'escriptura llatina, el seu ús per a transcriure els noms xinesos, promogut pel mateix estat xinés, s'ha generalitzat en les llengües que empren aquest alfabet, com la majoria de llengües europees.
El pinyin s'ha consolidat com el més important sistema de transcripció del xinés en l'època actual, però només n'és un més dels molts sistemes existents. Fins als anys 80 del segle xx, el mètode més difós per a transcriure noms xinesos en llengües europees era el sistema Wade-Giles, d'origen britànic. En l'ús xinés, abans de la promulgació del pinyin al 1958, el sistema de notació fonètica més usual a la Xina era el zhuyin, que encara hui és el sistema més utilitzat a Taiwan. Hi ha també sistemes de transcripció per a dialectes xinesos distints del mandarí, com ara el cantonés o el min.
A més d'usar-se com a eines auxiliars de notació fonètica, alguns d'aquests mètodes de transcripció s'han dissenyat com a sistemes ortogràfics per escriure el xinés, de manera que puguen reemplaçar l'escriptura tradicional en caràcters. Aquesta idea es feu molt popular en la primera meitat del s. XX, quan hi aparegueren sistemes basats en l'alfabet llatí com el gwoyeu romatzyh i el latinxua sin wenz. Molts intel·lectuals xinesos, com l'escriptor Lu Xun, foren partidaris d'una escriptura alfabètica per al xinés i en cercles reformistes es percebé l'adopció d'un sistema alfabètic com a inevitable. El sistema pinyin va sorgir en aquest context i se'n promogué l'ús com a sistema alternatiu d'escriptura del xinés. El Partit Comunista Xinés sota el lideratge de Mao Zedong rebutjà la idea d'abolir els caràcters xinesos i es decantà per una reforma del sistema d'escriptura més conservadora: la simplificació dels caràcters xinesos. La idea de l'abolició dels caràcters i l'adopció d'un sistema alfabètic com a norma culta del xinés ha caigut en oblit hui, i els sistemes de transcripció vigents s'utilitzen exclusivament d'auxiliars com a sistemes de notació fonètica i de transcripció per a l'ús en altres llengües.
En aquest article, seguint l'ús general en Viquipèdia, s'empra el sistema pinyin per a transcriure els termes xinesos, tret que se'n diga el contrari.

## Antics sistemes autòctons per al xinés clàssic

### Representació dels sons del xinés en l'antiguitat
En les etapes més antigues del xinés, fins a mitjan primer mil·lenni de l'era actual, no hi havia descripcions fonològiques precises dels sons de la llengua parlada i l'única manera d'indicar la pronúncia dels caràcters consistia en la comparança amb caràcters homòfons. Així, en texts clàssics antics l'aparició de caràcters inusuals o amb lectures especialitzades distintes de les més esteses s'acompanya sovint amb anotacions que assenyalen que un cert caràcter es pronuncia igual que un altre caràcter més conegut. Aquesta manera simple i no sistemàtica d'indicar la pronúncia dels caràcters té una circularitat evident, i no permet al lector actual saber com es pronunciava realment el caràcter, més enllà de la coincidència en pronúncia entre dos caràcters.
Aquesta imprecisió fonètica denota la dificultat de reconstruir els sons de les etapes més antigues del xinés, com ara els dels texts clàssics de la dinastia Zhou, del mil·lenni I ae. Durant el segle vi es comencen a analitzar les síl·labes xineses com a combinació d'una consonant inicial i una part final de la síl·laba. Aquesta anàlisi fonològica simple duu a l'aparició del primer sistema de representació fonètica pròpiament dit: el fanqie, que s'usà molts segles com a manera convencional d'indicar per escrit els sons del xinés.

### El sistemafanqie
El sistema fanqie comença a usar-se durant la dinastia Han i es basa en la divisió de les síl·labes del xinés en una part inicial, en general una consonant, i una part final o rima, que consta d'una vocal amb to i a voltes d'una consonant final. Aquesta divisió en dues parts permet expressar les diferents síl·labes del xinés com un producte cartesià d'un nombre reduït d'elements inicials i finals, que es denoten amb caràcters xinesos usats pel seu valor fonètic. El nom fanqie deriva de l'ús dels caràcters fǎn (反; 'invertir', 'oposat') i qiè (切, 'tallar') per delimitar la representació fonètica, i se'n poden usar tots dos indistintament. Un exemple de fanqie seria la representació de la pronúncia del caràcter 東 com a 德紅反. El 反 (fǎn) final és el delimitador que indica al lector que els dos caràcters precedents 德紅 són una representació fonètica. Els dos caràcters d'aquest exemple són molt comuns i signifiquen 'virtut' i 'roig', respectivament, però això és irrellevant perquè ací només expressen que la pronúncia del caràcter 東 comença com a 德 i acaba com a 紅. Així, la fórmula 東德紅反 (en pinyin: dōng dé - hóng fǎn) s'interpreta com a dōng = dé + hóng. En aquest exemple es veu que encara en el mandarí actual la fórmula fanqie dona una representació del so quasi perfecta, tret del to. Evidentment, pels molts segles transcorreguts des de l'època en què es començà a utilitzar el fanqie, això no sempre és així, i les anotacions fanqie han ajudat a reconstruir l'evolució de la pronúncia del xinés des del xinés mitjà, la llengua de les dinasties Sui i Tang, fins a l'actualitat.
El sistema fanqie s'usà en el famós diccionari de pronúncia Qieyun, compilat per Lù Fayán l'any 601. Aquest diccionari, que recollia les pronúncies més acceptades dels caràcters emprats en la llengua escrita, esdevingué la principal obra normativa sobre la lectura correcta dels caràcters i seria objecte de moltes reedicions i reelaboracions. Durant molt de temps, l'única versió conservada n'era l'edició ampliada del Guangyun, compilada al segle xi durant la dinastia Song. Després de la Segona Guerra Mundial, se'n trobà una còpia d'una edició més antiga, que es remunta a la dinastia Tang. Aquestes obres s'usaren durant segles com a referència per a consultar la pronúncia correcta dels caràcters.

## Primers sistemes alfabètics al·lòctons

### Els mongols i els missioners europeus

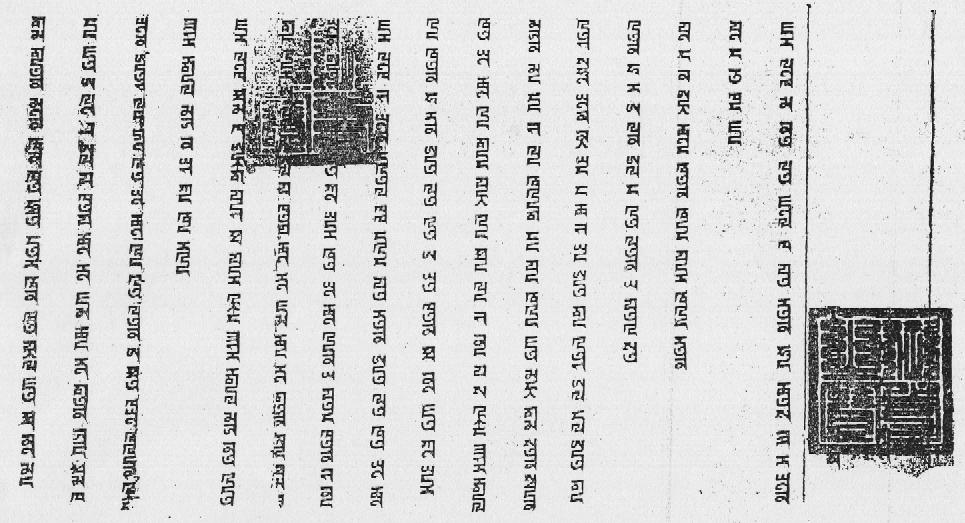
Edicte imperial de la dinastia Yuan escrit en l'alfabet phags-pa

El vastíssim Imperi mongol sorgit de l'expansió de l'estat fundat per Genguis Kan, arribà a conquistar la Xina, on s'establiria una de les parts en què es va dividir l'imperi originari. La cort mongola que controlava tota la Xina assumí una identitat dinàstica d'estil xinés, en erigir-se en la nova dinastia Yuan, successora de la derrotada dinastia Song, incapaç de fer front al poder militar mongol. Els mongols havien adoptat l'escriptura uigur, però l'emperador Khublai Khan encarregà al monjo tibetà 'Phags-pa que creàs un nou alfabet per escriure el mongol. Aquest alfabet phags-pa, a grans trets l'alfabet tibetà escrit en vertical, s'usà per a escriure el mongol i altres llengües de l'imperi, com el mateix xinés. L'escriptura alfabètica permetia als funcionaris mongols que entenien el xinés parlat però que no havien rebut una formació en caràcters escrits, escriure i llegir el xinés de forma fonètica. L'ús de l'alfabet phags-pa en la cort mongola de la dinastia Yuan fou efímer i n'han sobreviscut molt pocs texts originals, però té gran importància històrica per ser l'exemple més antic conegut d'escriptura fonètica del xinés. Paradoxalment, els sistemes d'escriptura mongols, tant l'uigur com el phags-pa, acabarien caient en desús i en èpoques posteriors es faria comú l'ús de caràcters xinesos amb valor fonètic per a escriure l'idioma mongol, com es veu en un dels texts mongols més coneguts, la Història secreta dels mongols, la còpia del qual més antiga conservada és escrita en caràcters xinesos amb valor merament fonètic.
Després d'aquest efímer ús de l'alfabet phags-pa, no es coneixen intents d'escriure fonèticament el xinés fins a l'arribada dels missioners europeus al s. XVI. Al jesuïta italià Matteo Ricci, que introduí el cristianisme a la Xina, se li atribueix el disseny d'una representació sistemàtica dels sons del xinés en alfabet llatí. Diego de Pantoja, el més estret col·laborador de Ricci a Pequín, participà en l'elaboració d'aquest sistema, millorat anys després per Nicolas Trigault. En escriure en llatí i altres llengües europees sobre llocs i persones de la Xina calia transcriure a l'alfabet llatí els noms i termes propis del xinés. A més, la descripció fonològica del xinés en termes de l'alfabet llatí facilitava l'estudi d'aquesta llengua per als europeus, en un moment en què començaven a produir-se els primers intercanvis comercials i culturals directes entre ambdues civilitzacions. Al Sud-est asiàtic, el sistema original de Matteo Ricci i Diego de Pantoja per al xinés influiria en el treball del francés Alexandre de Rhodes, que adaptà l'alfabet llatí per al seu ús en vietnamita, i creà així un dels pocs sistemes d'escriptura llatina emprats hui a l'Àsia oriental.
Aquesta presència europea a la Xina decau durant el segle xviii, després que la dinastia Qing prohibís l'activitat missionera. Al s. XIX, el declivi d'aquesta dinastia, la darrera de la història imperial xinesa, permeté la invasió de missioners europeus en terres xineses, especialment al sud. El missioner protestant britànic Robert Morrison compilà un diccionari bilingüe xinés-anglés, publicat en tres parts entre 1815 i 1823, en què adoptar el seu propi sistema de transcripció per al xinés mandarí. Altres missioners continuaren el treball de Ricci, Trigault i Morrison, ideant sistemes de transcripció no sols per al mandarí, sinó per a altres varietats, com el cantonés o el min nan. Aquests sistemes serviren per a compilar versions xineses de la Bíblia en alfabet llatí, i això facilitava la lectura per part dels religiosos occidentals i el seu ensenyament als que eren analfabets en l'escriptura ortodoxa en caràcters, llavors la immensa majoria de la població. Un d'aquests sistemes d'escriptura llatina, l'adoptat per al dialecte min nan de Xiamen, encara s'usa hui pels partidaris de la normalització lingüística de la forma de min nan parlada a Taiwan, i s'empra per exemple en la versió de Viquipèdia en aquesta varietat lingüística xinesa.

### Els topònims xinesos: el sistema postal
Durant el s. XIX, l'increment de relacions polítiques i comercials feu més coneguts a Occident els noms de les principals ciutats i zones de la Xina. Molts en reberen diferents grafies, però a poc a poc es consolidaren les formes convencionals d'escriure aquests noms en alfabet llatí. Aquestes grafies tradicionals, basades sobretot en el mandarí, però també en dialectes del sud, com en els casos de "Hong Kong" o "Amoy" (actualment transcrit "Xiamen") no són un sistema de transcripció pròpiament dit, però s'usaren en la mateixa Xina per correus a partir de 1905. Per això, se sol denominar "sistema postal" aquest conjunt de grafies establertes per tradició, la manera habitual de representar els noms de les ciutats i províncies de la Xina en llengües occidentals durant els primers 80 anys del segle xx, fins a la generalització del pinyin. Alguns exemples d'aquestes grafies tradicionals són "Chungking" (Chongqing), "Tianjin" (Tietsin), "Hangchow" (Hangzhou), "Soochow" (Suzhou), "Szechwan" (Sichuan), "Shantung" (Shandong), "Kiangsi" (Jiangxi), així com "Peking", "Nanking" i "Canton", que en català s'escriuen "Pequín", "Nanquín" i "Canton".
Igual que ocorregué amb el sistema Wade-Giles, els topònims del sistema postal han caigut en desús arran de la generalització del pinyin, encoratjat en l'àmbit internacional pel mateix estat xinés des de 1979. Els noms en el sistema postal, però, es continuen usant encara hui en mitjans oficials taiwanesos per a referir-se als llocs de la Xina continental en llengües europees, i també s'empren encara en els noms anglesos de molts carrers i edificis de Hong Kong, com Shantung Street o Chungking Mansions.

## Sistemes alfabètics moderns
El sistema més utilitzat durant el s. XX fins als anys 1980 per a la transcripció de noms xinesos a Occident fou el Wade-Giles, que pren el nom dels seus autors, els britànics Thomas Francis Wade i Herbert Allen Giles, diplomàtics a la Xina que ocuparen successivament la càtedra de llengua xinesa a la Universitat de Cambridge. Wade escrigué algunes obres sobre el xinés, com ara Peking Syllabary (Sil·labari pequinés), en què empra el seu sistema de transcripció del mandarí pequinés. El sistema de Wad l'utilitzà i modificà Herbert Allen Giles, l'obra més important del qual fou el diccionari bilingüe xinés-anglés, publicat a Xangai el 1892 i reeditat a Londres el 1912.
Aquest sistema de transcripció usa un nombre reduït de lletres de l'alfabet llatí (utilitza dígrafs com ch i ts) i representa l'aspiració de consonants amb apòstrof. Això es veu en síl·labes com pa i p'a, que en altres sistemes serien ba i pa, respectivament. L'ús de l'apòstrof en aquests casos denota el fet que en mandarí no hi ha consonants sonores a l'estil de la b, la d o la g de la majoria de llengües europees. Malgrat la precisió fonètica d'aquest sistema, els apòstrofs i les dièresis sovint s'ometen en l'ús habitual per a la transcripció de noms, i això provoca ambigüitat en la forma transcrita. Aquest ús imprecís del sistema es troba en l'escriptura convencional de molts noms propis, com ara Taipéi, que en rigor hauria de ser T'aipei, o taichichuan, que en rigor seria t'aix'ix'üan.
A més del seu ús com a eina de transcripció de noms i termes xinesos al món occidental, a la Xina aquest sistema fou durant molt de temps el més habitual per a escriure els noms propis en alfabet llatí. Fins i tot després de la promulgació oficial del pinyin el 1958, els mitjans en llengües estrangeres de la República Popular de la Xina i el Partit Comunista Xinés seguiren usant les transcripcions Wade-Giles dels noms propis, com en els casos de Mao Tse-tung (Mao Zedong) o Teng Hsiao-p'ing (Deng Xiaoping) fins a l'any 1979, quan comença a usar-se les transcripcions pinyin en publicacions i texts oficials xinesos en idiomes que empren l'alfabet llatí. A hores d'ara, les transcripcions Wade-Giles són encara usuals en els noms i cognoms de xinesos de Taiwan i d'ultramar, però no a la República Popular de la Xina, on s'han reemplaçat per transcripcions pinyin.
La promoció activa del sistema pinyin per part de l'estat xinés ha fet que aquest sistema siga el mètode majoritari per a la transcripció de noms i termes xinesos a Occident.
Un altre sistema important que s'emprà en l'ensenyament del xinés fou el mètode de transcripció de Yale, dissenyat als Estats Units durant la Segona Guerra Mundial per a l'ensenyament del xinés als diplomàtics i militars enviats a la Xina. El mètode de Yale per a la transcripció del mandarí ha caigut totalment en desús. Encara s'usa, però, el sistema de Yale per a la transcripció del cantonés, que és un dels mètodes més populars per a la transcripció d'aquesta varietat xinesa, juntament amb el jyutping.

### Sistemes de transcripció autòctons: elguanhua zimu
El declivi de la dinastia Qing durant el s. XIX es reflectí en els conflictes militars en què el règim imperial lluità per sobreviure. D'una banda, el règim s'enfrontà a la cruenta guerra civil coneguda com a rebel·lió dels Taiping, que feu tremolar el sistema imperial xinés. Al seu torn, les disputes comercials amb les potències europees tingueren com a conseqüència les anomenades guerres de l'Opi, que obligaren a tractats que augmentaven els drets comercials del Regne Unit i França en detriment de la sobirania autòctona xinesa. Aquest declivi imperial tingué una conseqüència important en l'àmbit cultural, en afavorir l'aparició de moviments reformistes que advocaven per una transformació social i cultural xinesa. L'afany reformista es traslladà també a l'idioma; per a molts intel·lectuals, la feblesa política xinesa evidenciava un retard tecnològic i cultural que s'atribuïa a la difcultat del sistema d'escriptura, només accessible a una elit reduïda. La darrera dècada del s. XIX i la primera del xx veieren aparéixer molts sistemes fonètics per a escriure el xinés. El propòsit dels impulsors d'aquests sistemes oscil·lava entre dos extrems: des de l'ús com a eines auxiliars per a l'estudi del sistema tradicional d'escriptura fins a la pretensió que aquests sistemes fonètics reemplaçassen totalment els caràcters xinesos com a sistema habitual d'escriptura.
L'any 1892 Lu Zhuangzhang publica un sistema fonètic per a escriure el dialecte min nan de Xiamen. Li'n seguiren moltes propostes semblants, en què formes estilitzades o simplificades d'alguns caràcters xinesos s'utilitzaven amb valor sols fonètic. Aquests sistemes proposats entre el final del s. XIX i la primeria del XX revelen una influència dels sil·labaris japonesos hiragana i katakana, que llavors s'empraven sobretot com a instrument auxiliar junt amb els caràcters xinesos (kanji) usats en el japonés formal.
De tots els sistemes fonètics proposats en aquests anys, el de més èxit fou el guanhua zimu ('lletres del mandarí') ideat per Wang Zhao i publicat l'any 1900. Aquest sistema representava d'una manera fonètica, amb símbols prou semblants als del katakana japonés, els sons del mandarí del nord. L'ús de formes estilitzades dels caràcters xinesos, a l'estil del katakana, feia que l'aspecte estètic dels texts en guanhua zimu s'assemblàs al dels texts en caràcters xinesos, i això feu que fos un sistema molt més popular que els mètodes basats en l'alfabet llatí ideats pels missioners europeus. La popularitat del guanhua zimu ocasionà la publicació de més de 60.000 còpies de llibres en aquest sistema en la primera dècada del s. XX. El sistema l'expandí i amplià Lao Naixuan per a altres dialectes xinesos diferents del mandarí. Wang Zhao veia aquest sistema com una eina popular que podia coexistir amb l'ús formal del sistema tradicional d'escriptura. La postura de Wang Zhao era en aquest sentit prou conservadora, i revela la influència de l'ús japonés dels sil·labaris auxiliars al costat dels kanji de la llengua culta.
Malgrat aquest èxit del guanhua zimu, seria finalment un altre mètode semblant, el zhuyin fuhao, el que esdevindria el primer sistema fonètic d'ús oficial a la República de la Xina l'any 1918. Arran d'això, el guanhua zimu, amb altres sistemes proposats en aquest període, cauria aviat en oblit, i serien el zhuyin i els mètodes posteriors basats en l'alfabet llatí els més populars en les dècades següents.

### El primer sistema fonètic oficial: elzhuyin fuhao
El 1918, el Ministeri d'Educació de la República de la Xina aprovava el sistema de transcripció conegut al principi com zhùyīn zìmǔ (注音字母, 'alfabet fonètic'). Aquest sistema suposava la culminació de les diferents propostes de sistemes de transcripció que havien començat amb el mètode de Lu Zhuangzhang. Fou el primer sistema de transcripció fonètica del xinés amb recolzament oficial de les autoritats polítiques. En una època en què molts reformistes proposaven l'abolició del sistema d'escriptura tradicional, les autoritats promulgaren que l'ús d'aquest sistema havia de limitar-se a l'anotació fonètica dels caràcters xinesos, mai els havien de substituir. Per emfasitzar aquest caràcter auxiliar, el 1930, el nom "alfabet fonètic" fou reemplaçat pel de zhùyīn (注音符號, 'símbols fonètics').
El sistema zhuyin es basava només en el dialecte mandarí que el nou estat promocionava com a llengua nacional. Com altres sistemes d'aquest estil, s'adoptaren formes simplificades de caràcters xinesos amb un valor purament fonètic per representar els sons inicials i finals de les síl·labes del xinés. La primera versió del sistema de 1918 incloïa trets fonològics del mandarí meridional de Nanquín, com el to entrant (rùshēng, 入聲). Aquest complex sistema fonològic basat en un compromís entre el mandarí meridional de Nanquín i el del nord de Pequín, que formava la base del diccionari de 1919 Guóyīn zìdiǎn (國音字典, Diccionari de la pronúncia nacional), fou abandonat el 1932, quan es va decidir que la pronúncia normativa de la llengua nacional es basaria només en el dialecte pequinés, i se suprimiren alguns símbols del sistema, que no tenien correspondència en la fonologia del pequinés.
Després de la pujada al poder del Partit Comunista Xinés el 1949, la nova República Popular de la Xina continuà usant el sistema zhuyin en els llibres de text i obres de referència fins a la promulgació, el 1958, del nou sistema pinyin, basat en l'alfabet llatí. Així i tot, molts diccionaris publicats a la República Popular han seguit mostrant les transcripcions zhuyin al costat de les formes pinyin.
En l'actualitat, el zhuyin és el principal mètode de transcripció dels sons del xinés a Taiwan, on els diccionaris i llibres de text per a xiquets l'usen sempre.

### Sistemes de romanització ideats a la Xina:gwoyeu romatzyhilatinxua sin wenz

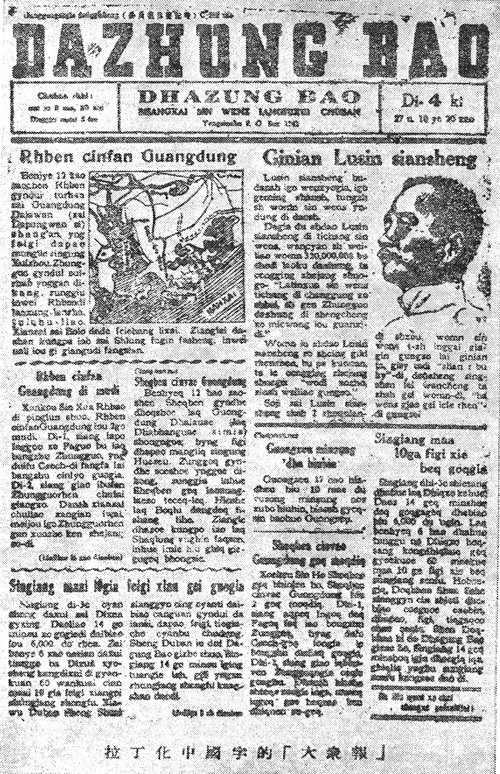
Exemplar del diari Dazhung bao, de 1932, escrit en latinxua sin wenz

En la primera meitat del segle xx sorgiren a més dos sistemes d'escriptura fonètica del xinés basats en l'alfabet llatí. Tot i que l'ús d'un alfabet clarament estranger i alié a la tradició cultural xinesa suscitava el rebuig d'amplis sectors socials, el caràcter internacional de l'alfabet llatí i els mitjans tècnics disponibles per al seu ús, com impremtes o màquines d'escriure, feren que els reformistes més àvids d'una transformació radical de l'escriptura xinesa es decantassen per aquest sistema.
Els dos sistemes basats en l'alfabet llatí que aparegueren a la tercera dècada del s. XX foren el gwoyeu romatzyh, proposat el 1926, i el latinxua sin wenz, del 1929. Tots dos estan estretament vinculats als dos grans moviments ideològics que articularen la vida política xinesa durant l'època republicana. El gwoyeu romatzyh el dissenyaren els lingüistes Lin Yutang i Y. R. Chao, afins al govern del Guomindang. Aquest mètode esdevingué el sistema oficial de transcripció llatina de la República de la Xina al 1928. Malgrat el suport oficial, el sistema tingué un ús molt restringit, com a versió alternativa per a ús estranger del zhuyin. El sistema rival latinxua sin wenz tingué més èxit, ja que s'hi publicaren diaris i llibres. Aquest sistema estava estretament vinculat al moviment comunista xinés i al seu líder Qu Qiubai. Mentre que el gwoyeu romatzyh es basava només en la "llengua nacional", el mandarí del nord, el latinxua sin wenz tingué versions diferents per a diversos dialectes xinesos. El sistema es desenvolupà al principi en la Unió Soviètica, on es se'n publicà una primera versió el 1929 i es va començar a usar entre comunitats emigrades xineses.
La diferència més important entre els dos sistemes, a banda dels orígens ideològics, rau en el tractament que es dona als tons de les síl·labes. Els promotors del latinxua sin wenz no veien la necessitat d'indicar els tons en la representació alfabètica, doncs pensaven que se'n deduïen pel context. En canvi, el gwoyeu romatzyh incorporava l'estructura tonal en la representació alfabètica, de tal manera que síl·labes que només es diferenciaven en el to tenien escriptures diferents, com en el cas de guo, gwo, guoo i guoh, que corresponien a un únic guo en el latinxua sin wenz.
Aconseguida la victòria pel Partit Comunista en la Guerra Civil xinesa, els partidaris de tots dos sistemes s'uniren en el comité que creà un nou sistema de transcripció d'estil llatí: el pinyin.

### La fonetització del xinés després de la proclamació de la República Popular: elpinyin
El 1949, el Partit Comunista liderat per Mao Zedong assumeix el poder en la nova República Popular. Les reformes lingüístiques tenien un lloc destacat en les prioritats de les noves autoritats i ja al 1949, abans del final de la guerra, els dirigents del Partit Comunista establiren un Comitè per a la Reforma Lingüística, que havia d'escometre tres tasques fonamentals: la simplificació dels caràcters xinesos, reforma que molts veien com una etapa de transició cap a l'adopció definitiva d'un sistema fonètic; la promoció del mandarí estàndard com a llengua nacional i la definició d'una ortografia fonètica xinesa. Pel que fa a açò darrer, entre 1950 i 1956 es presentaren moltes propostes de sistemes fonètics. Inicialment, el president Mao Zedong volia un sistema que, a l'estil del zhuyin, es basàs en símbols autòctons. Al 1952, però, davant la insistència del president del Comitè per a la Reforma Lingüística Wu Yuzhang, Mao accepta que el nou sistema fonètic oficial utilitze l'alfabet llatí, donant l'esquena als intel·lectuals que veien aquest alfabet com un senyal d'identitat de l'imperialisme occidental. Rebutjades les idees d'emprar símbols autòctons o fins i tot l'alfabet ciríl·lic (recomanat pel lingüista soviètic G. P. Serdychenko), se centraren a establir la correspondència entre les lletres de l'alfabet llatí i els sons del xinés mandarí pequinés, base del "parla comuna" (pǔtōnghuà) del nou estat xinés, que, en realitat, coincidia amb la "llengua nacional" (guóyǔ) promoguda per l'anterior règim nacionalista. En aquestes discussions participen partidaris dels dos grans sistemes de transcripció a l'alfabet llatí de l'època nacionalista, el gwoyeu romatzyh i el latinxua sin wenz, per això el sistema final presenta algunes solucions de compromís entre ambdós sistemes.
El nou sistema es publicà en el Diari del Poble el 12 de febrer de 1956 com a "model fonètic del xinés (projecte)", 汉语拼音方案（草案） / hànyǔ pīnyīn fāng'àn (cǎo'àn). El 10 d'octubre de 1956 es creà un comité per preparar la redacció definitiva del projecte: tenia 16 membres i estava presidit per l'escriptor Guo Moruo i tenia Zhang Xiruo i Hu Qimu de vicepresidents. En total, entre abril de 1956 i octubre de 1957 es feren deu reunions per revisar alguns aspectes del sistema fins a acordar-ne la descripció definitiva. A principis de 1958, el "model fonètic del xinés" (hànyǔ pīnyīn fāng'àn) es presentà davant la V Sessió de la I Assemblea Popular Nacional de la República Popular la Xina, que l'aprovà l'11 de febrer de 1958. El text de la resolució definitiva recollia els dos punts fonamentals sobre l'ús que havia de fer-se de l'ortografia llatina: per anotar la pronúncia dels caràcters i per contribuir a la difusió del mandarí estàndard o "parla comuna" (pǔtōnghuà).
La redacció definitiva del text de la resolució deixava clar que les autoritats rebutjaven la idea original que el nou sistema fonètic fos una ortografia completa per al xinés que pogués arribar a eliminar l'ús dels caràcters xinesos. Durant la V Sessió de la I Assemblea Popular Nacional això ho emfasitzà el mateix primer ministre xinés Zhou Enlai, en un discurs en què establí els objectius bàsics de la política lingüística i enaltí la promoció del mandarí i la simplificació de caràcters; declarà que el pinyin només tindria una funció auxiliar:
En primer lloc, cal dir clarament que el "model fonètic del xinés" (hànyǔ pīnyīn fāng'àn) s'ha d'utilitzar per a l'anotació fonètica dels caràcters i per a promoure el mandarí estàndard (pǔtōnghuà). Mai s'usarà com un sistema d'escriptura fonètic en substitució dels caràcters.
Zhou Enlai, discurs en la Conferència Consultiva Política del Poble, 10 de gener de 1958.
 
| «                                                                                              | En primer lloc, cal dir clarament que el "model fonètic del xinès" (hànyǔ pīnyīn fāng'àn) s'ha d'utilitzar per a l'anotació fonètica dels caràcters i per promoure el mandarí estàndard (pǔtōnghuà). En cap cas no s'utilitzarà com a sistema d'escriptura fonètic en substitució dels caràcters. | » |
| — Zhou Enlai, discurs davant la Conferència Consultiva Política del Poble, 10 de gener de 1958 | |   |

D'aleshores ençà el nou sistema, el nom del qual s'abreuja en general com pinyin, reemplaçà l'antic zhuyin en els materials escolars amb què s'ensenyava la lectura a l'escola primària. Així mateix, els diccionaris publicats en la Xina continental ordenaven els caràcters xinesos segons l'ordre de les transcripcions pinyin. En l'ús públic, s'obligà per llei que les etiquetes comercials utilitzassen el pinyin al costat dels caràcters. Així es promovia el coneixement de l'ortografia fonètica i es facilitava la lectura a les persones que no s'haguessen alfabetitzat en la lectura dels caràcters.
Durant la Revolució Cultural (1966 - 1976), el pinyin es desacredità. Els guàrdies vermells, defensors de l'ortodòxia maoista, recolzaren la simplificació de caràcters, però no l'ús de l'alfabet llatí, que veien com a impropi de la cultura xinesa. Això dugué a una reducció de l'ús públic del pinyin.
Després de la mort de Mao Zedong, amb el final de la Revolució Cultural i l'empresonament de la banda dels Quatre, tornaria a potenciar-se el pinyin, tot i que ja mai es tornaria a proposar que pogués substituir l'escriptura en caràcters. En aquest moment el pinyin s'usa per a transcriure antropònims i topònims en llengües occidentals. El 26 de setembre de 1978 s'aprovava la llei per la qual el pinyin s'empraria per a transcriure a l'alfabet llatí els noms de llocs i de persones. Fins llavors, els texts en llengües estrangeres publicats a la Xina usaven les transcripcions Wade-Giles, com "Mao Tse-tung" o "Teng Xiao-p'ing", així com les grafies postals per a les províncies i ciutats xineses. De llavors ençà, les publicacions en llengües estrangeres de la República Popular usaren el pinyin en aquests casos. "Mao Tse-tung" passà a "Mao Zedong" i la capital "Pequín" esdevingué "Beijing" en tots els texts publicats a la Xina en llengües occidentals. A més de normativizar l'ús intern, l'estat xinés promogué l'adopció del pinyin com a estàndard internacional. Ja al setembre de 1977 les Nacions Unides havien recomanat l'ús del pinyin per als topònims xinesos i el 15 de juny de 1979 les Nacions Unides l'adoptaven com a única norma de transcripció de topònims i antropònims xinesos en totes les publicacions d'aquest organisme. L'1 d'agost de 1982 s'aprovava el document ISO-7098, amb què l'Organització Internacional per a l'Estandardització establia una norma internacional per al pinyin.
Quant a les seues característiques, el sistema pinyin fa un ús més extens de les consonants de l'alfabet llatí que altres sistemes com el Wade-Giles. La diferència entre consonants aspirades i no aspirades, indicada amb apòstrof en Wade-Giles, s'expressa amb parells de consonants diferents com d/t, b/p i g/k. Les lletres j, q i x s'empren per a les consonants palatals, que només poden anar seguides de les vocals i i ü i que es tractaven com a al·lòfons d'altres consonants en sistemes com el gwoyeu romatzyh o, en el cas de la j i la q, el Wade-Giles. Una altra característica del sistema és que les vocals i i u s'escriuen yi i wu quan formen síl·labes completes. Aquestes dues vocals i i u es transformen en y i w en posició inicial de diftong, de manera que iou s'escriu you, uei s'escriu wei i uen s'escriu wen. La vocal ü s'escriu yu quan forma síl·laba per si sola i el diftong üe s'escriu yue. Aquest ús de la y i la w serveix per a evitar l'ambigüitat respecte als límits sil·làbics en mots com rènwù o mǎiǐ. Quan són les lletres a i o les que apareixen en posició inicial, l'absència de consonant s'indica amb un apòstrof, sols quan la síl·laba va unida a la precedent, tal com ocorre en noms com "Xi'an" o "Tian'anmen". Les combinacions "iou", "uei" i "uen" (you, wei i wen com a síl·labes completes) se simplifiquen com "iu", "ui" i "un" quan segueixen una consonant, de manera que s'escriu, per exemple, liu en lloc de * liou, dui en lloc de * duei, i sun en comptes de * suen. A més, la vocal ü (yu com a síl·laba completa, semblant a la ü alemanya o a la u francesa) perd també la dièresi per convenció gràfica quan segueix les consonants palatals j, q i x, de manera que s'escriu yu, ju, qu i xu en comptes de * yü, * jü, * qü i * xü. Aquesta simplificació de la dièresi és possible perquè la vocal u (com en la síl·laba wu) no apareix mai darrere de y, j, q i x, però la pronúncia en correspon sempre a ü en aquests casos.

### La transcripció del xinés a Taiwan
Al final de la Guerra Civil xinesa el 1949, l'administració del règim del Guomindang i el seu líder Chiang Kai-shek es refugiaren a l'illa de Taiwan, on s'ha mantingut l'antic règim xinés. Aquesta situació d'independència de facto enfront del règim comunista de la Xina continental ha fet que Taiwan haja estat al marge de la política lingüística de la República Popular. Les autoritats de la República de la Xina en la nova realitat geogràfica taiwanesa continuaren la política oficial de promoció del mandarí però rebutjant la simplificació de caràcters duta a terme al continent. Pel que fa a la transcripció del xinés, el zhuyin s'ha mantingut com a sistema oficial per a l'anotació fonètica dels caràcters xinesos en diccionaris i llibres de text. Encara hui els xiquets i xiquetes de Taiwan continuen aprenent a llegir el mandarí amb símbols del zhuyin.
Pel que fa a la transcripció a l'alfabet llatí, les autoritats han optat en general per una política poc intervencionista. Els noms de persona a Taiwan es transcriuen segons tria cada persona. Molts taiwanesos usen la transcripció Wade-Giles del seu nom, com l'antic president Chiang Ching-kuo, mentre que altres empren l'antic sistema oficial gwoyeu romatzyh, com l'actual president Ma Ying-jeou. També, com a Hong Kong, és usual l'adopció de noms de pila anglesos, com en el cas del líder del Partit Progressista Democràtic Frank Hsieh, que fa servir el nom anglés "Frank" al costat de la transcripció Wade-Giles del seu cognom.
La qüestió del suport oficial d'un sistema de transcripció llatí hi ha generat controvèrsies al llarg dels anys. Després de 1949, s'hi mantingué l'estatus oficial del gwoyeu romatzyh, tot i que l'ús se'n restringí a alguns manuals de xinés per a estrangers. Per la dificultat d'aquest sistema, amb ortografia tonal, el 1986 se'n va adoptar una versió modificada que eliminava l'ortografia tonal, amb signes diacrítics per als tons com en el pinyin. Se li denominà símbols fonètics del mandarí II (MPS II, en sigles angleses), doncs es considerava un segon estil de transcripció complementari del principal, que era el zhuyin. El MPS II s'utilitzà en alguns diccionaris, sempre al costat del zhuyin, però fou reemplaçat l'any 2002 per un nou sistema llatí oficial: el tongyong pinyin. L'adopció d'aquest sistema ha estat controvertit. La crítica principal que se li ha fet és que l'adopció internacional del pinyin per la Xina fa irrellevant qualsevol sistema alternatiu taiwanés. La introducció del tongyong pinyin ha estat molt vinculada al Partit Progressista Democràtic i a l'administració del president Chen Shui-bian, fins a l'any 2008 en el poder. En canvi, el partit Kuomintang ha optat per l'ús del pinyin a les zones sota la seua administració, com la capital Taipei, on tradicionalment controla l'alcaldia.